# Olga Orozco

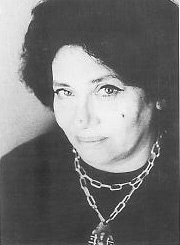
Olga Orozco, 1960

 Olga Orozco (1920-1999) (tên thật là Olga Noemí Gugliotta) là một nhà thơ người Argentina. Cô là một người nhận giải thưởng FIL.

## Tiểu sử
Bà sinh ra ở Toay, La Pampa. Bà đã trải qua thời thơ ấu ở Bahía Blanca cho đến khi bà 16 tuổi và bà chuyển đến Buenos Aires cùng với cha mẹ, nơi bà bắt đầu sự nghiệp của mình như một nhà văn. Bà bắt đầu làm việc cho một công ty báo chí. Ở đó, bà hoạt động với các tên khác nhau và xuất bản các tác phẩm với bút danh khác nhau .
Orozco thực hiện một số ấn phẩm văn học sử dụng một số tên giả trong khi bà làm nhà báo. Bà là thành viên của thế hệ được gọi là «Tercera Vanguardia», có khuynh hướng siêu thực mạnh mẽ. Không có thông tin nào khác được cung cấp về nhóm ngoài thực tế là nó hoạt động như một đảng chính trị. Các tác phẩm thơ của bà chịu ảnh hưởng của Rimbaud, Nerval, Baudelaire, Miłosz và Rilke. Do có nền tảng về văn học, bà đã được tôn trọng  và nghiêm túc. Các tác phẩm của bà đã được dịch sang nhiều ngôn ngữ khác nhau.
Olga Orozco qua đời tại Buenos Aires sau một cơn đau tim ở tuổi 79.
Mặc dù Olga Orozco ít được biết đến ở Hoa Kỳ, nhưng bà là một nghệ sĩ được kính trọng và hợp pháp ở Argentina.

## Giải thưởng
- «Primer Premio Municipal de Poesía»
- «Premio de Honor de la Fundación Argentina» (1971)
- «Gran Premio del Fondo Nacional de las Artes»
- «Premio Esteban Echeverría»
- «Gran Premio de Honor» de la SADE, «Premio Nacional de Teatro a Pieza Inédita» (1972)
- «Premio Nacional de Poesía» (1988)
- «Laurea de Poesia della Đại học Torino»
- « Mistio Gabriela Mistral »
- « Premio de Literatura Latinoamericana y del Caribe Juan Rulfo » (1998).

## Tác phẩm chính
Engravings Torn from Insomnia, trans Mary Crow, BOA Editions, Ltd., 2002. Chung kết cho Giải thưởng dịch thuật PEN USA. Xuất bản với một khoản trợ cấp Lannan.
"Nhà thơ nhìn thấy thơ ngay cả trong những điều trần tục nhất" ("El poeta ve lo poético aun en las cosas más cotidianas ")
- Desde lejos (Từ Xa) (1946)
- Las muertes (Những cái chết) (1951)
- Los juegos peligrosos (Trò chơi nguy hiểm) (1962)
- La oscuridad es otro sol (Bóng tối là một mặt trời khác) (1967)
- Museo salvaje (Bảo tàng hoang dã) (1974)
- Nhà thơ Veintinueve (29 bài thơ) (1975)
- Cantos a Berenice (Bài hát cho Berenice) (1977)
- Mutaciones de la realidad (Đột biến thực tế) (1979)
- La noche a la deriva (Đêm trôi) (1984)
- En el revés del cielo (Mặt sau của thiên đường) (1987)
- Con esta boca, en este mundo (With This mouth, In This World) (1994).

## liên kết ngoài
- Tiểu sử ngắn (tiếng Tây Ban Nha)
- Về cái chết của cô ấy (tiếng Tây Ban Nha)